# St. Mary (Grenada)
St. Mary ist eine Siedlung im Parish Saint John im Westen von Grenada.

## Geographie
Die Siedlung liegt im Inselinnern auf ca. 314 m Höhe. Die Straße des Ortes ist eine Durchgangsstraße, die über den Gebirgskamm und durch Windsor ins Parish Saint Andrew im Osten führt.